# Життя Мерліна
«Життя Мерліна» (лат. Vita Merlini) — віршована повість Джефрі Монмутського, що розповідає про життя зрілого Мерліна. Написана близько 1150 року. Основою для «Життя Мерліна» слугував кельтський матеріал про безумця, що має дар пророкування майбутнього.

У поемі наявні усні учення з міфології, космології, космографії, природничої історії, психології, а також того, що зараз називають моделями людської особистості.

Пам'ятка дійшла до нас у єдиному рукописі XIII ст., що зараз зберігається в Британському музеї, в Лондоні.

## Сюжет
Мерлін —  бард та законодавець у дементів (регіоні, що на півдні Уельсу) — бере участь у війні  Передура (вожака венедотів) проти Ґвеннолоя (короля Скоттії) та Родарха (владики кумбрів).

Мерліна охоплює горе через смерть трьох братів Передура у битві. Смуток оволодіває його здоровим глуздом, і він, збожеволівши, тікає до лісу, де живе  серед звірів.

На якусь мить, Мерлін повертається до розуму, почувши гру посланця Ґанеїди (його сестри та дружини Родарха) на кіфарі.

Мерлін повертається до двору короля Родарха, але скоро його безумство починає наростати з новою силою, адже він не може впоратися з такою великою кількістю людей при дворі короля. Родарх переконує Мерліна зостатись, але Мерлін відмовляється. Король мусить закувати його у кайдани. Ґенеїда доглядає за своїм братом.

Одного дня, Родарх забрав листочок з волосся своєї жінки. Побачивши це, Мерлін засміявся. Зацікавлений Родарх захотів дізнатися причину його сміху. Неохоче, Мерлін все-таки каже королю, що Ґанеїда зустрічалася з своїм коханцем під деревом. Ґанеїда у свою чергу переконує  чоловіка не звертати уваги на слова її брата, адже він все ще охоплений безумством.

Для того, щоб перевірити, чи Мерлін божевільний, чи все-таки ясновидець, Родарх просить його спророкувати долю одного хлопчини. Мерлін зустрічає хлопця три рази; кожного разу його пророцтво різниться. Першого разу він каже, що хлопець помре через падіння, другого — через  дерево, а третього разу, він заявляє, що хлопець утоне в річці.

Почувши Мерлінове пророкування, Родарх відкидає Мерлінове звинувачування, щодо зради своєї жінки. Визнавши його божевільним, він відпускає його до лісу. Перед тим як вирушити, Мерлін дає Ґвендолоені (своїй дружині) дозвіл вийти заміж за когось іншого.

Однак, Мерлін застерігає свою дружину, щоб її новий наречений не зустрічав його, коли він прийде з весільним подарунком.

У той час, як Мерлін знаходився у лісі, його пророкування хлопцю здійснилося. Хлопчина, впавши зі скали, зачіпився за гілку дерева, під час чого, голова його занурилась під воду. Родеріх усвідомлює, що Мерлінові слова, щодо його дружини, цілком ймовірно можуть бути правдою.

У день свого весілля, Ґвендолоена помічає, з вікна, свого колишнього чоловіка, що їде на олені, а позаду нього ціле стадо оленів. Ґвендолоену смішить це видовище. ЇЇ наречений теж підходить до вікна, таким чином порушивши заборону Мерліна. Мерлін ламає ріг оленя і кидає його в  нареченого. Наречений помирає, адже Мерлін влучив йому у голову. Це і є тим подарунком Мерліна Ґвендолоені, про який він згадував.

Мерлін знову повертається до лісу, але король приводить його назад до палацу.

Одного разу, коли Родарх знову чує сміх Мерліна, він хоче почути причину його веселощів. Мерлін погоджується розповісти про все, якщо його звільнять і дозволять повернутися до лісу.
Мерлін розповідає йому, що, він бачив молодика, який купив собі взуття та шкіру для його ремонту, але юнаку судилося померти цього ж дня. Також Мерлін бачив  старого жебрака, який, нічого не підозрюючи, сидів на скарбі, що був закопаний під землею. Обидва пророкування здійснюються. Король звільняє провидця.

У лісі, Ґанеїда зводить для брата велику будівлю з 70 дверима та 70 вікнами, для того, щоб Мерлін міг спостерігати взимку за зірками.

Мерлін починає пророкувати ряд подій, що відбудуться в Британії. Всі ці пророцтва записуються. Одного дня, під час візиту  Ґанеїди, Мерлін каже сестрі, що вона мусить повертатися додому, адже помер Родерх, її чоловік. Він також наказує сестрі привезти до себе Тельґесіна, який щойно повернувся з навчання в Арморіканському краї.

Після похорону, Ґанеїда живе з братом до кінця свого життя. Тельґесін розповідає, що відвіз пораненого короля Артура на острів Авалон, яким правлять 9 сестер, що є відомими цілителями.Фея Моргана — найкрасивіша та найсильніша з сестер, погодилася вилікувати Артура, якщо його залишать на острові. Тепер Тельґесін хоче повернути Артура на батьківщину. Мерлін переконує його, що ще не час для повернення Артура.

Під час сильного дощу, у лісі утворюється джерело. Мерлін п'є з цього джерела, від чого його здоровий глузд знову повертається до нього.

Почувши, що Мерлін вилікувався, дементи хочуть, щоб він став їхнім правителем. Мерлін відмовляється, зважаючи на свій вік.

Якось Мерлін зустрічає у лісі божевільного, у якому впізнає Мельдіна. Провидець приводить свого друга до джерела, що й виліковує його. У той же час, Ґанеїду охоплює безумство, що дає їй дар пророкування майбутнього. Розповідь закінчується тим, що Мерлін оголошує про свою відставку як пророка. Пророкування стає завданням його сестри.

## Два Мерліни Джефрі Монмутського
Джефрі Монмутський зображує Мерліна у «Житті...» у дусі британських легенд з півночі Англії. Він змальовує зовсім іншого персонажа, ніж в «Історії королів Британії», але,  всіляко намагаючись загладити розбіжності, стверджує, що в «Історії...» Мерлін — молодик, а у «Житті...» розповідається про пізніше життя пророка. Однак, йому не вдається раціоналізувати центральної проблеми: два Мерліни належать до різних епох. В «Історії...» Мерлін є сучасником Вортіґерна (V ст. н. е), а «Житті...» Мерлін бере участь у битві при Арфдерідд у північній Англії, що в «Анналах Камбрії» датується 573 роком.

## Переклади
- Vita Merlini,англійський переклад Базіла Кларка Jones Celtic Encyclopedia
- The Vita Merlini латиною та англійською Sacred-Texts.com [Архівовано 28 квітня 2021 у Wayback Machine.].
- «Жизнь Мерлина», російський переклад А. Бобовича  [Архівовано 4 березня 2016 у Wayback Machine.]